# ألتيس (شركة)
ألتيس أوروبا أن في (المعروفة باسم ألتيس ) هي شركة فرنسية متعددة الجنسيات للاتصالات والإعلام ومقرها الرسمي في هولندا، أسسها ويرأسها رجل الأعمال الملياردير الفرنسي الإسرائيلي باتريك دراهي ، وثاني أكبر شركة اتصالات في فرنسا، بعد أورانج .
بلغت قيمتها السوقية 13.7 مليار يورو في ديسمبر 2017، وقيمة سوقية أقل من 6 مليار يورو في يونيو 2019، وهو انخفاض بنسبة 56٪ للسهم منذ أن قام دراهي بتمويل الأعمال بالديون.   في عام 2016، كان لدى الشركة أكثر من 50 مليون عميل للإنترنت والتلفزيون والهاتف في أوروبا الغربية وإسرائيل والولايات المتحدة (حيث كانت تعمل سابقًا) ومنطقة البحر الكاريبي.  كانت ألتيس تمتلك سابقًا شركة فرعية في الولايات المتحدة الأمريكية حتى تم فصل تلك الشركة ، مع احتفاظها باسم ألتيس، من خلال طرح عام أولي في يونيو 2019، مما جعل قسم الولايات المتحدة الأمريكية السابق مستقلاً عن بقية ألتيس مع الاحتفاظ بنفس رئيس مجلس الإدارة، باتريك دراهي، و نفس الشعار. 

## أنظر أيضاً
- ألتيس دومينيكانا إس إيه
- ألتيس البرتغال
- ألتيس الولايات المتحدة الأمريكية